# Podławki
Podławki (deutsch Podlacken) ist ein Dorf in Polen in der Woiwodschaft Ermland-Masuren.  Es gehört zum Powiat Kętrzyński (Kreis Rastenburg), Gmina Barciany (Landgemeinde Barten). Podławki ist Sitz eines Schulzenamtes (polnisch sołectwo), zu dem die Dörfer Kiemławki Małe (Klein Kemlack) und Kiemławki Wielkie (Groß Kemlack) gehören.

## Geographische Lage
Podławki liegt im nördlichen Polen, etwa 20 Kilometer südlich der polnischen Staatsgrenze zur russischen Oblast Kaliningrad. Benachbarte Dörfer sind Kiemławki Wielkie (Groß Kemlack) im Norden, Ostry Róg (Scharfenort) im Osten, Nowy Mikielnik (Neu Mickelnick) und Banaszki (Bannaskeim) im Süden sowie Nowe Borszyny (Neu Borschenen) im Westen. Bis zur Kreisstadt Kętrzyn (deutsch Rastenburg) sind es acht Kilometer in südöstlicher Richtung.

## Geschichte

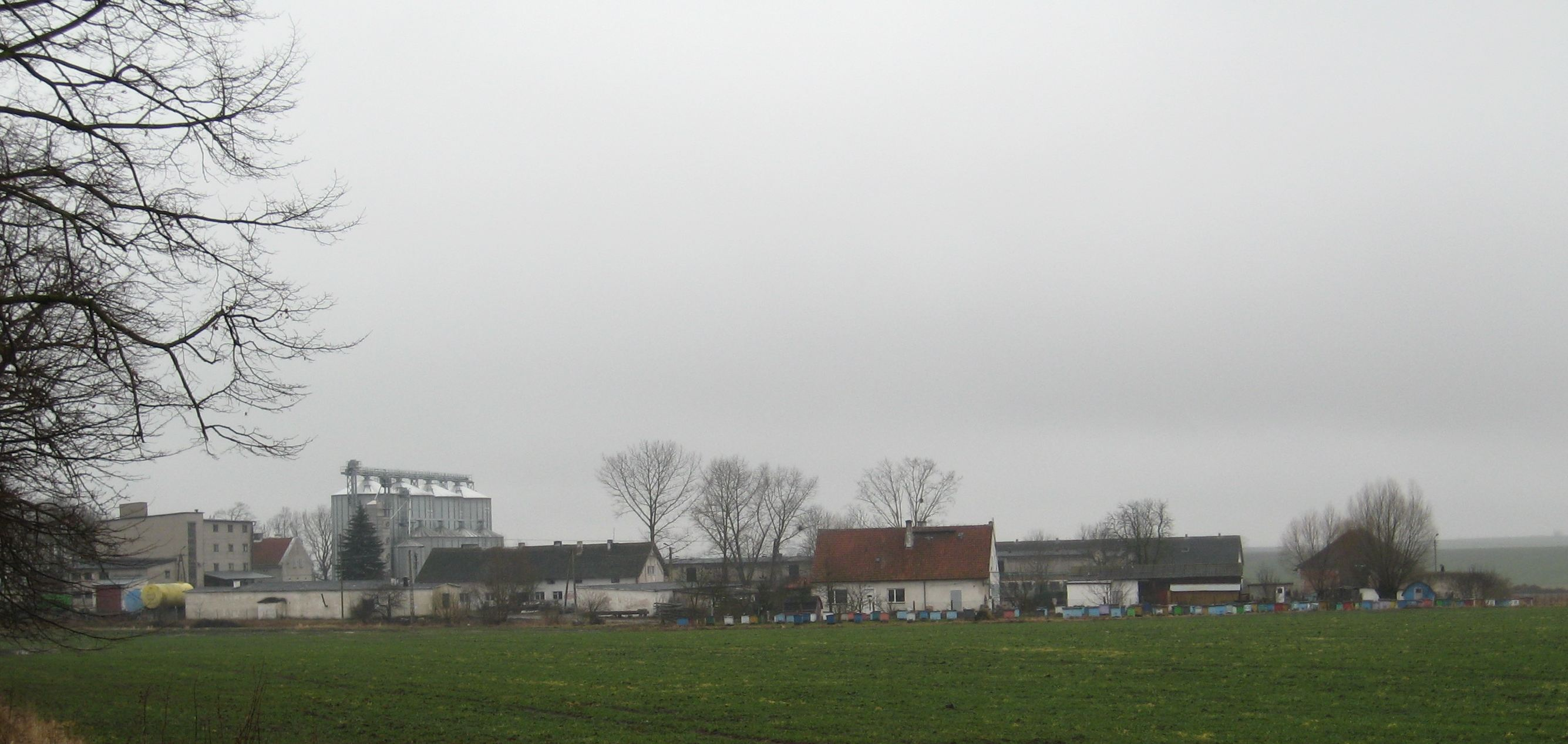
Dorfansicht Podławki

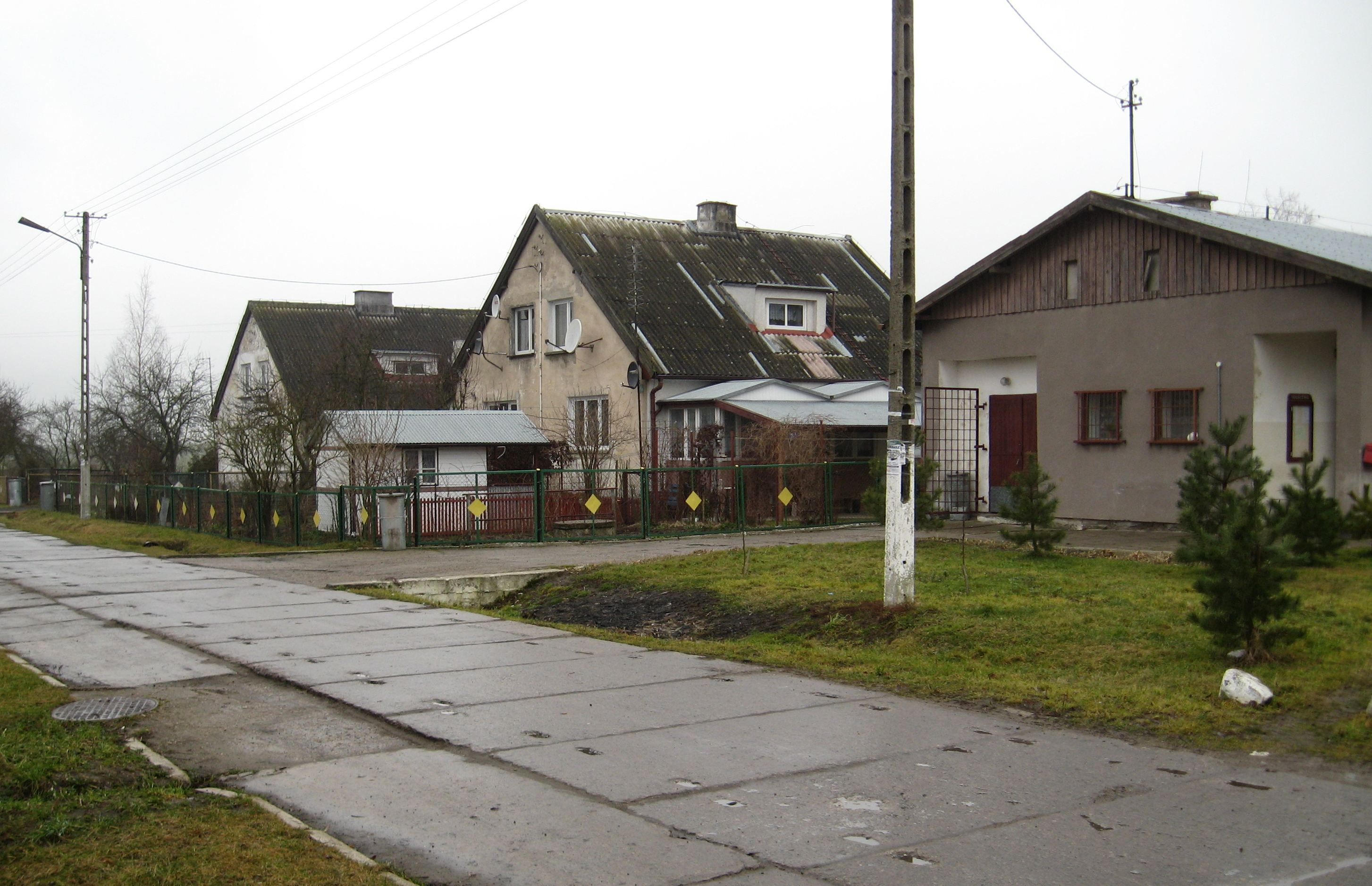
Dorfstraße in Podławki

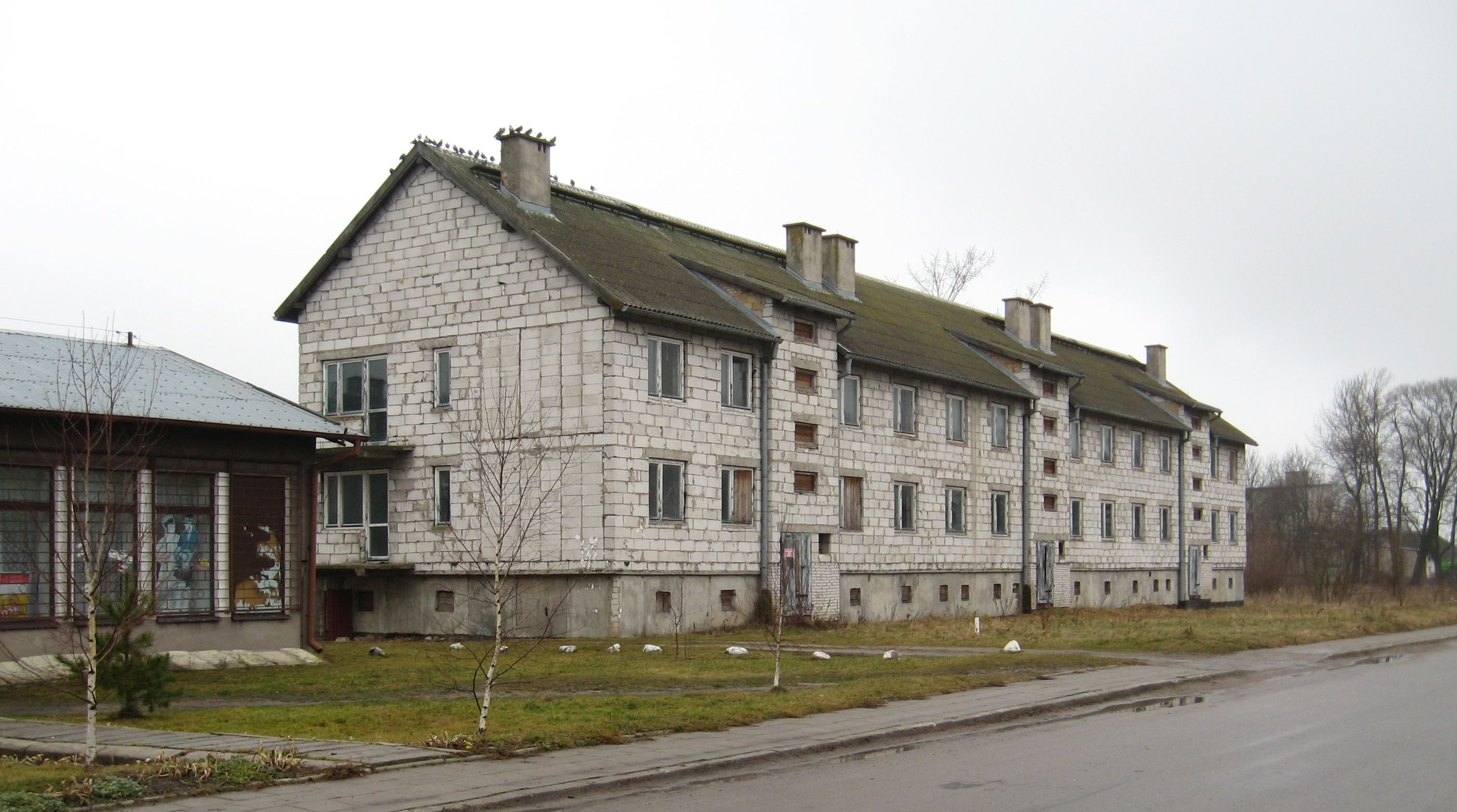
Wohnblock in Podławki

### Ortsgeschichte
Das Bauerndorf wurde im Jahr 1379 nach Kulmer Recht gegründet. Zugleich wurden die Einwohner auf zehn Jahre von Abgabenlasten befreit. Zum Dorf gehörte damals eine Fläche von 14 Włóka.
1874 wurde Podlacken mit dem Vorwerk Neu Galbuhnen (polnisch Nowe Gałwuny, nicht mehr existent) in den neu errichteten Amtsbezirk Lamgarben (polnisch Garbno) eingegliedert, der zum Kreis Rastenburg im Regierungsbezirk Königsberg in der preußischen Provinz Ostpreußen gehörte. Am 30. September 1928 kam es zum Zusammenschluss des Gutsbezirks Podlacken (ohne das Vorwerk Neu Galbuhnen) mit dem Gutsbezirk Scharfenort (polnisch Ostry Róg) zur neuen Landgemeinde Podlacken.
Im Januar 1945 nahm die Rote Armee die Gegend ein. In der Folge des Krieges wurde Podlacken als „Podławki“ Teil Polens und es wurde eine staatliche Landwirtschaftsgenossenschaft gegründet. Diese gehörte zum Kombinat in Garbno. 1970 stand den Einwohnern ein Kinosaal mit 70 Plätzen zur Verfügung. Weiterhin gab es einen Kindergarten, 1970 von zwölf Kindern besucht, sowie eine vierklassige Grundschule. Ab 1973, nach Auflösung der Gromadas, gehörte das Dorf zum Schulzenamt (Sołectwo) Kiemławki Małe. Heute ist der Sitz des Schulzenamtes in Podławki. Die jetzige Siedlung ist eine Ortschaft im Verbund der Landgemeinde Barciany (Barten) im Powiat Kętrzyński (Kreis Rastenburg), bis 1998 der Woiwodschaft Olsztyn, seither der Woiwodschaft Ermland-Masuren zugehörig.

### Einwohnerzahlen
| Jahr | Anzahl |
| ---- | ------ |
| 1820 | 84     |
| 1885 | 287    |
| 1905 | 213    |
| 1910 | 175    |
| 1933 | 206    |
| 1939 | 220    |

## Kirche
Bis 1945 war Podlacken in die evangelische Kirche Lamgarben in der Kirchenprovinz Ostpreußen der Kirche der Altpreußischen Union und in die katholische Kirche Rastenburg im damaligen Bistum Ermland eingepfarrt.
Heute gehört Podławki katholischerseits zur Pfarrei Garbno im jetzigen Erzbistum Ermland, sowie evangelischerseits zur Johanneskirche Kętrzyn in der Diözese Masuren der Evangelisch-Augsburgischen Kirche in Polen.

## Verkehr
Das Dorf liegt an einer Nebenstraße, die etwa drei Kilometer südlich bei Banaszki (Bannaskeim) auf die Woiwodschaftsstraße 592 trifft. In nordöstlicher Richtung führt die Straße nach etwa einem Kilometer nach Kiemławki Wielkie (Groß Kemlack). Nördlich von Kiemławki Wielkie teilt sich die Straße, in nördlicher Richtung führt sie bei Drogosze (Dönhofstädt) zur Woiwodschaftsstraße 590, in östlicher bei Winda (Wenden) zur Woiwodschaftsstraße 591 (einstige deutsche Reichsstraße 141).
Die nächsten Bahnstationen befindet sich im etwa acht Kilometer südöstlich gelegenen Kętrzyn an der Bahnstrecke Korsze–Ełk–Białystok bzw. im zwölf Kilometer westlich gelegenen Korsze (Korschen), wo die PKP Direktverbindungen auch nach Olsztyn (Allenstein) und Posen anbietet.
Der nächste internationale Flughafen ist der Flughafen Kaliningrad, der sich etwa 95 Kilometer nordwestlich auf russischem Hoheitsgebiet befindet. Der nächste internationale Flughafen auf polnischem Staatsgebiet ist der etwa 190 Kilometer westlich gelegene Lech-Wałęsa-Flughafen Danzig. 